# 속초교육문화관
속초교육문화관은 대한민국 강원특별자치도 속초시 소재의 도서관이다.

## 연혁
- 1985. 01. 25 속초시 공공도서관설치조례 공포
- 1986. 05. 17 속초시 공공도서관 개관
- 1986. 10. 01 이동도서관 운영
- 1987. 04. 29 강원도 공공도서관설치조례 공포
- 1987. 04. 29 속초도서관 설치 및 속초시 공공도서관을 속초도서관교동분관으로 소속및 명칭변경
- 1987. 11. 30 속초도서관 개축
- 1987. 12. 04 속초도서관 본관 개관
- 1989. 06. 04 본관 휴게실 준공
- 1992. 10. 01 문화학교 개설(문화체육부 지정)
- 1995. 05. 30 한국도서관 협회 우수도서관 선정(문화체육부장관상 수상)
- 1996. 12. 03 문화학교 우수기관 표창(문화체육부장관)
- 1997. 02. 12 전자정보자료실 개실
- 1997. 06. 30 서고 증축
- 2001. 02. 20 지역평생학습관 지정
- 2001. 06. 16 속초평생교육정보관으로 명칭 변경
- 2003. 04. 15 디지털자료실 개실
- 2006. 10. 31 평생교육실 증축
- 2009. 01. 06 2008년도 평생교육정보관 운영평가 "최우수기관" 선정(강원도교육청)
- 2009. 10. 28 2009년도 전국도서관운영평가 "문화체육관광부장관상" 수상
- 2011. 02. 28 2011년도 제 43회 한국도서관협회 "한국도서관상 " 수상
- 2013. 03. 01 속초교육문화관으로 명칭 변경

## 이용 안내
이용 시간
| 종합자료실                                            | 어린이자료실  | 디지털자료실  | 학습실        |
| ----------------------------------------------------- | ------------- | ------------- | ------------- |
| 09:00 ~ 22:00(화 ~ 금요일) 09:00 ~ 18:00(토 ~ 일요일) | 09:00 ~ 18:00 | 09:00 ~ 18:00 | 08:00 ~ 23:00 |

휴관일
- 정기휴관일: 매주 월요일
- 법정공휴일: 관공서의 공휴일에 관한규정에 따른 공휴일
- 임시휴관일: 관장이 특별히 지정하여 공고하는 날